# Discurso del funeral de King Follet
El discurso del funeral de King Follett es un discurso de alto contenido doctrinal pronunciado en Nauvoo, Illinois, por Joseph Smith, presidente de La Iglesia de Jesucristo de los Santos de los Últimos Días y fundador del Movimiento de los Santos de los Últimos Días, el 7 de abril de 1844, tres meses antes de su asesinato. El discurso fue presentado ante una congregación de miles de miembros de dicho movimiento, en una Conferencia General celebrada poco después del funeral del élder King Follett, fallecido el 9 de marzo de 1844. El sermón se destaca por su afirmación de que Dios fue una vez un hombre, y que tanto hombres como mujeres pueden llegar a ser dioses por medio de la salvación y la exaltación.

## El texto
No existe un registro completo literal del discurso. Sin embargo, existen notas tomadas simultáneamente por Thomas Bullock (utilizando un tipo personal de taquigrafía), William Clayton (quien escribió a mano) y Willard Richards (tomado al «instante»; de hecho este registro toma nota de la mayor cantidad de elementos del discurso). Wilford Woodruff también tomó extensas notas simultáneamente y transfirió dichas notas ya editadas a su diario, sin embargo aquellos registros originales no se conservan. Searle estima que las notas sobrevivientes del sermón contienen aproximadamente el 30% de las palabras dirigidas, pero que, en conjunto, lo más probable es que estén casi completas temáticamente.
Una versión reconstruida por Bullock a partir de sus registros junto a los de Clayton, se publicó en el periódico de la Iglesia Times and Seasons, el 15 de agosto de 1844. Una versión posterior resultó de la fusión de los textos de Richards, Woodruff, Bullock y Clayton. Esta fusión la llevó a cabo Jonathan Grimshaw, empleado de la Iglesia, aproximadamente diez años después de la muerte de Joseph Smith y es generalmente considerada la versión «oficial» de la La Iglesia de Jesucristo de los Santos de los Últimos Días, ya que fue revisada, editada y finalmente aprobada por las autoridades de la Iglesia, incluyendo a Brigham Young. Contiene algunos pasajes que no se encuentran en ninguna de las fuentes primarias y redundancias derivadas de la reconstrucción inicial. Estas redundancias y las partes añadidas por Grimshaw sin apoyo en las notas contemporáneas, fueron quitadas en una reconstrucción muy posterior hecha por Stan Larson en 1978.

## Actitud de los líderes de la Iglesia
El sermón no siempre fue visto de forma favorable por los líderes de La Iglesia de Jesucristo de los Santos de los Últimos Días o de otras denominaciones del Movimiento de los Santos de los Últimos Días. Incluso este no fue publicado en la edición de 1902 de History of de Church a causa de discrepancias del en aquel entonces presidente de la Iglesia Joseph F. Smith, con algunas ideas del discurso popularizadas por B. H. Roberts, editor del proyecto y miembro del Primer Quórum de los Setenta. En 1971 el sermón fue publicado en la revista Ensign, una publicación oficial de la Iglesia en inglés y, al año siguiente, publicado en español en la revista Liahona.

## Temas tratados por el discurso
Los temas doctrinales tratados en el sermón incluyen:
- la naturaleza fundamental de la realidad:

el hombre no es un ser circunstancial, por otra parte, Dios creó el mundo a partir de "materia caótica" preexistente.
"Me quito el anillo del dedo y lo comparo a la mente del hombre... porque no tiene principio"
"Los principios puros de los elementos son principios que jamás pueden ser destruidos.
- el carácter y la naturaleza de Dios:

"El primer principio del evangelio es saber con certeza la naturaleza de Dios, y saber que podemos conversar con Él como un hombre conversa con otro"
"¡Dios una vez fue como nosotros ahora; es un hombre glorificado, y está sentado sobre su trono allá en los cielos! Ese es el gran secreto. Si el velo se partiera hoy, y el Gran Dios... se manifestase a sí mismo, digo que si fueseis a verlo hoy, lo veríais en la forma de un hombre, así como vosotros os halláis en toda la persona, imagen y forma misma de un hombre".
- potencial de la humanidad para convertirse en dioses:

Smith se refirió al potencial de la humanidad haciendo referencia a Romanos 8:17 y, a continuación, indicando que los hombres pueden: ...avanzar de un grado pequeño a otro, y de una capacidad pequeña a una mayor; yendo de gracia en gracia, de exaltación en exaltación... hasta que... podáis morar en fulgor eterno y sentaros en gloria.
Smith también enseñó: tenéis que aprender a ser Dioses, y a ser reyes y sacerdotes de Dios, como lo han hecho todos los Dioses antes de vosotros.
- el vínculo entre los vivos y sus ancestros:

"porque todos los espíritus que no han obedecido el evangelio en la carne, deben obedecerlo en el espíritu o ser condenados. ¡Qué pensamiento tan solemne; tan terrible! ¿No se puede hacer nada? ¿No hay preparación, ninguna salvación para nuestros padres y amigos que han muerto sin tener la oportunidad de obedecer los decretos del Hijo del Hombre?"
"según lo que Dios ha dispuesto, se puede buscar y salvar a todo espíritu en el mundo eterno, a menos que haya cometido ese pecado imperdonable".
En cuanto a sus experiencias religiosas personales Smith señaló: "No voy a culpar a nadie por no creer mi historia. De no haber pasado por las experiencias que he conocido, también a mí mismo me sería difícil creer". Preocupado por las dificultades que enfrentaba la Iglesia y las amenazas contra su propia vida, cerró las dos horas y quince minutos de discurso con una petición de paz e invocando la bendición de Dios sobre los Santos de los Últimos Días ahí reunidos.
Aunque el discurso es considerado por los miembros de La Iglesia de Jesucristo de Los Santos de los Últimos Días como uno de los más importantes presentados por Smith sobre la naturaleza de Dios y la exaltación, no forma parte del canon de escrituras sagradas de dicha iglesia. Sin embargo, algunos de sus miembros han titulado el discurso de cuasi-canónico.
Los temas en el discurso no eran nuevos para las enseñanzas de Smith. Casi todos los temas tratados fueron continuaciones de aspectos comentados en sermones anteriores. Sin embargo, este discurso lleva estas ideas a una sola narración continua, y ha tenido una distribución mucho más amplia que la mayoría del resto de sus declaraciones públicas.